# The Story Begins
The Story Begins ist das Debüt-Mini-Album der südkoreanischen Girlgroup Twice. Das Album erschien am 20. Oktober 2015 zusammen mit der Single Like Ooh-Ahh. Die Produktion des Albums übernahm JYP-Entertainment-Gründer Park Jin-young. Like Ooh-Ahh wurde vom südkoreanischen Produzenten-Duo Black Eyed Pilseung geschrieben.
The Story Begins stieg auf Platz 4 in die Gaon Album Charts ein, hielt sich dort in der Folgewoche und erreichte in der dritten Woche mit Platz 3 seine höchste Position. Like Ooh-Ahh stieg auf Platz 22 in die Charts ein und erreichte im Januar 2018 mit Platz 10 die höchste Position.

## Hintergrund
Gleich nach dem Ende der Casting-Show „Sixteen“ Anfang Juli 2015 begannen die Vorbereitungen auf das Debüt von Twice. Am 7. Oktober gab JYP Entertainment den Namen des Albums und der Single bekannt. Beginnend am 8. Oktober wurden täglich Teaser-Fotos und kurze Videos von jedem einzelnen Mitglied veröffentlicht. Am 19. Oktober veranstaltete die Gruppe über Naver V Live ein „Countdown-Event“ bis schließlich am 20. Oktober das Mini-Album schließlich zusammen mit der Single Like Ooh-Ahh veröffentlicht wurde. Like Ooh-Ahh wurde vom südkoreanischen Produzenten-Duo Black Eyed Pilseung zusammen mit Sam Lewis geschrieben. Black Eyed Pilseung hatten zuvor schon Lieder für die Wonder Girls und Got7, ebenfalls Gruppen unter Vertrag von JYP Entertainment, geschrieben.

## Titelliste
| Nr.          | Titel                      | Text                           | Musik                                                                           | Länge |
| ------------ | -------------------------- | ------------------------------ | ------------------------------------------------------------------------------- | ----- |
| 1.           | Like Ooh-Ahh (Ooh-Ahh하게) | Black Eyed Pilseung, Sam Lewis | Black Eyed Pilseung, Sam Lewis                                                  | 3:37  |
| 2.           | Do It Again (다시 해줘)    | J.Y. Park “The Asiansoul”      | Glen Choi, Fingazz                                                              | 3:28  |
| 3.           | Going Crazy (미쳤나봐)     | Daniel Kim, Kebee              | Jake K, 220, Sophia Pae, Sam Gray                                               | 3:03  |
| 4.           | Truth                      | Jin-suk Choi                   | Anne Judith Wik, Nermin Harambasic, Jin-suk Choi, atiauna Matthews, Xin Xin Gao | 3:35  |
| 5.           | Candy Boy                  | Kim Eun-soo                    | Ryan Marrone, Julia Michaels, Chloe Leighton, Garrick Smith                     | 2:47  |
| 6.           | Like a Fool                | Daniel Kim                     | Daniel Kim, Mayu Wakisaka                                                       | 3:34  |
| Gesamtlänge: | Gesamtlänge:               | Gesamtlänge:                   | Gesamtlänge:                                                                    | 20:04 |

## Chartplatzierungen
The Story Begins stieg auf Platz 4 in die südkoreanischen Gaon Album Charts ein und erreichte 2 Wochen später mit Platz 3 die höchste Position. In den Gaon Jahrescharts 2015 konnte das Album mit 49.904 verkauften Einheiten Platz 49 erreichen. Auch in den Jahrescharts 2016 war The Story Begins vertreten (Platz 58, 50.575 verkaufte Einheiten).
International konnte das Album in Taiwan, Japan und den USA (Billboard World Albums) Chartplatzierungen erreichen.
| ChartsChartplatzierungen | Höchstplatzierung | Wochen |
| ------------------------ | ----------------- | ------ |
| Japan (Oricon)           | 46 (2 Wo.)        | 2      |
| Südkorea (KMCA)          | 3 (187 Wo.)       | 187    |

| ChartsJahrescharts (2015) | Platzierung |
| ------------------------- | ----------- |
| Südkorea (KMCA)           | 49          |

| ChartsJahrescharts (2016) | Platzierung |
| ------------------------- | ----------- |
| Südkorea (KMCA)           | 58          |